# نمک متبرک
در کلیسای کاتولیک رومی و برخی کلیساهای دیگر، نمک متبرک، نمکی را می‌گویند که به باور پیروان مسیحیت، توسط یک کشیش یا شماس، طی یک مراسم مذهبی خاص، متبرک شده است. این نمک معمولاً در مراسم‌های مختلف مذهبی، مانند غسل تعمید، تقدیس خانه‌ها و اشیاء، و حتی در برخی موارد برای محافظت از خانه‌ها و افراد در برابر شر استفاده می‌شود.
نمک متبرک نمادی از پاکی، تقدس و محافظت است. در کتاب مقدس مسیحیان، نمک به عنوان نمادی از عهد و پیمان بین خداوند و قومش استفاده شده است. همچنین، عیسی مسیح در موعظه سر کوه، پیروان خود را «نمک زمین» نامید و آنها را به حفظ پاکی و تأثیرگذاری مثبت در جهان تشویق کرد.
در مراسم برکت نمک، کشیش یا شماس دعایی را بر روی نمک می‌خواند و از خداوند می‌خواهد که آن را متبرک کند و به آن قدرت شفابخشی و محافظت در برابر شر بدهد. سپس، این نمک می‌تواند در مراسم‌های مختلف مذهبی استفاده شود یا به مؤمنان داده شود تا در خانه‌های خود از آن استفاده کنند.
استفاده از نمک متبرک در سنت‌های مختلف مسیحی متفاوت است. برخی از مؤمنان آن را در آب مقدس حل می‌کنند تا برای تطهیر و برکت استفاده شود، در حالی که برخی دیگر آن را در خانه‌های خود می‌پاشند تا از آنها در برابر شر محافظت کند. همچنین، در برخی فرهنگ‌ها، نمک متبرک به عنوان یک درمان سنتی برای برخی بیماری‌ها استفاده می‌شود.
اگرچه استفاده از نمک متبرک در کلیسای کاتولیک رومی رایج‌تر است، اما در برخی کلیساهای ارتدوکس و انگلیکان نیز از آن استفاده می‌شود. 